# Petrus van Zonsbeek
Petrus van Zonsbeek, né le 5 décembre 1763 à Flardingue et mort le 19 mars 1847 à Delft, est un homme politique néerlandais.

## Biographie
Petrus van Zonsbeek est un maçon et un entrepreneur bien connu à Flardingue quand éclate la Révolution batave de 1795. En janvier 1795, l'armée française de Pichegru franchit le Rhin et envahit les Provinces-Unies. Les patriotes se soulèvent dans tout le pays, le stathouder Guillaume V d'Orange s'exile en Angleterre et la République batave est proclamée. Le 19 janvier, il est élu député à l'assemblée populaire provisoire de Hollande puis les citoyens de Flardingue l'élisent à la première Assemblée nationale de la République batave le 27 janvier 1796. Membre du comité de correspondance, il fait partie des républicains unitaristes les plus radicaux. Le 22 novembre 1796, il prononce un discours violent contre le projet de constitution. 
Proche de Vreede et Witbols, il est réélu en août 1797 puis soutient le coup d'État unitariste du 22 janvier 1798. Il est l'un des sept rédacteurs de la constitution préside l'Assemblée constituante du 30 mars au 13 avril. Lors du coup d'État du 12 juin 1798, qui chasse les unitariste du pouvoir, il échappe à l'arrestation mais est exclu du Corps législatif, où il siégeait depuis l'instauration de la constitution le 4 mai.
Il n'est pas réélu à Flardingue lors des élections générales de juillet 1798. Suppléant d'Adriaan Ploos van Amstel, il est désigné comme son remplaçant lorsque son élection est invalidée en janvier 1799. Zonsbeek quitte la politique le 30 juillet 1799, à l'expiration de son mandat. Il devient alors jusqu'à sa mort trésorier de l'office des eaux de Delfland.